# Leuctra kurui
Leuctra kurui är en bäcksländeart som beskrevs av Kazanci 1983. Leuctra kurui ingår i släktet Leuctra och familjen smalbäcksländor. Inga underarter finns listade i Catalogue of Life.